# نغوين مينه تريت
نغوين مينه تريت (8 أكتوبر 1942 -) (الفيتنامية:Nguyễn Minh Triết) هو رئيس جمهورية فيتنام منذ 27 يونيو 2006 إلى 25 يوليو 2011. 

## حياتها
ولد نغوين مينه تريت في مقاطعة بنه ديونج الواقعة جنوبي فيتنام في 8 أكتوبر-تشرين الأول سنة 1942.

## روابط خارجية
- نغوين مينه تريت على موقع مونزينجر (الألمانية)